# RK Boulevard
RK Boulevard is een online blog van de Nederlandse religiejournalist Peter van Zoest. Het wil onthullen wat er leeft achter de schermen van katholiek Nederland aan de hand van 'opmerkelijke en bizarre feiten, halve waarheden, achterklap, ongefundeerde beweringen, humor, ironie, sarcasme en totale fictie'. De naamgeving is geïnspireerd door die van het televisie-programma RTL Boulevard.

## Geschiedenis
RK Boulevard begon in 2010 als spin-off van de landelijke nieuwswebsite Katholiek.nl om meer luchtigheid in het klimaat te brengen na de seksuele misbruikschandalen in de Rooms-Katholieke Kerk. Een van de eerste wapenfeiten was het aanbieden van een katholieke starterskit aan voetballer Wesley Sneijder. Na anderhalf jaar stopte RK Boulevard vanwege drukke werkzaamheden van initiatiefnemers Eric van den Berg (voormalig hoofdredacteur Katholiek.nl) en Peter van Zoest. De laatste startte in 2014 het project weer op.
RK Boulevard schoof sindsdien op naar rooms-katholieke onderzoeksjournalistiek. Zo werd het overspel gemeld van de hoofdredacteur van het Katholiek Nieuwsblad met de toenmalige directrice van dit weekblad. Ook lekte de RK Boulevard het nieuws van de benoeming van Gerard de Korte als de nieuwe bisschop van 's-Hertogenbosch.
Berichten over de rechtsradicaal-katholieke Sint Michael Brigade leidden tot artikelen in de Nieuwe Revu en op GeenStijl. Dat laatste noemde RK Boulevard 'ons favoriete katholieke blog'. 
Jaarlijks publiceert het blog op 31 december een lijst van in het afgelopen jaar overleden bekende Nederlandse katholieken.